# Маріон Кліньє
Маріон Кліньє (фр. Marion Clignet, 21 лютого 1964) — французька велогонщиця.
Срібна призерка Олімпійських Ігор 1996 (індивідуальна гонка переслідування), 2000 (індивідуальна гонка переслідування) років, учасниця 1992 року.
Чемпіонка світу з трекових велоперегонів 1994 (індивідуальна гонка переслідування), 1996 (індивідуальна гонка переслідування), 1999 (індивідуальна гонка переслідування), 1999 (гонка за очками) 2000 (гонка за очками) років, срібна призерка 1993 року в індивідуальній гонці переслідування, бронзова призерка 1991 року в індивідуальній гонці переслідування.
Чемпіонка світу з велоперегонів на шосе 1991 року в роздільній командній гонці.